# ماتيو فاليرو
ماتيو فاليرو (بالإسبانية: Mateo Valero Cortés)‏ هو أستاذ جامعي ومهندس اتصالات وعالم حاسوب إسباني، ولد في 1952 في ألفامين في إسبانيا. تشمل ابحاثه مفاهيم مختلفة في مجال هندسة الحاسوب، وهو تخصص نشر فيه أكثر من 700 ورقة بحثية  في المجلات ووقائع المؤتمرات والكتب. حصل ماتيو فاليرو على العديد من الجوائز، بما في ذلك جائزة Eckert-Mauchly في عام 2007، عن «القيادة غير العادية في بناء مركز أبحاث معمارية الحاسوب على المستوى العالمي، وللمساهمات الأساسية في مجالات الحوسبة الموجهة وتعدد الخيوط، ولريادة الأساليب الجديدة الأساسية للتعليم- توازي المستوى.»وهو مدير مركز الحوسبة الفائقة في برشلونة، الذي يستضيف الكمبيوتر العملاق ميرا نوستروم [الإنجليزية]